# Charles Combes
Charles-Pierre-Mathieu Combes, (Caors, 26 de desembre del 1801 - París, 10 de gener del 1872) va ser un enginyer francès.
Va estudiar a l'École polytechnique de París i a l'école des Mines, d'on en va ser professor.
Va ser admès a l'orde de la Legió d'Honor el 1847, i també va ser membre de l'Académie des sciences. El seu cognom apareix inscrit a la Torre Eiffel
Una de les seves filles es casà amb Charles Friedel